# Јожеф Шаламон
Јожеф Шаламон (мађ. Salamon József) је био мађарски дефанзивни фудбалер, репрезентативац.

## Каријера
Јожеф Шаламон је упознао фудбал у детињству, јер је његов отац био фудбалер ДВТК-а, и већ у основној школи постао је сертификовани спортиста. Са само 17 година дебитовао је у највишој лиги, играјући са ДВТК легендама попут Оскара Сигетија, Ђуле Вернера, Ласла Киса, Ђуле Тамаша и других. Захваљујући изузетним физичким способностима, од самог почетка играо је у одбрани, а касније се усталио на позицији центар бека. Први пут је заиграо у НБ I лиги у априлу 1966. године, на свом терену против МТК-а. За Диошђер је одиграо укупно 386 (или 375 према неким изворима) утакмица у НБ I лиги, постигавши 4 гола. Са тимом је освојио Куп Мађарске Народне Републике 1977. и 1980. године. За време успона златног тима ДВТК-а, три пута је био члан националне репрезентације, сваки пут као капитен, и пет пута је играо за олимпијски тим. Године 1979. добио је признање за мађарског фудбалера године од стране МЛС.
У 1980. години добио је дозволу да игра у иностранству. Две године провео је као играч ПАОК-а из Солуна, под тренерском палицом Ђуле Лоранта, који је, нажалост, преминуо на клупи. Након повратка из Грчке, одиграо је још једну сезону за Диошђер, пре него што се пензионисао 1983. године као инспектор МЛС.